# Vincenzo della Greca
Vincenzo della Greca (Palermo, 5 febbraio 1592 – Roma, 2 dicembre 1661) è stato un architetto italiano.

## Biografia
Trasferitosi a Roma, nel 1623 fu nominato architetto di Castel Sant'Angelo e prese parte agli imponenti lavori di fortificazione voluti dal pontefice Urbano VIII. Della Greca progettò la parte superiore e la facciata in travertino della chiesa dei Santi Domenico e Sisto a Roma, lasciata incompiuta da Nicola Torriani e la chiesa di Santa Maria delle Grazie a Marino, anche se il progetto originale era molto più ricco di quello successivamente realizzato. Proprio a Marino fu fra i costruttori della basilica collegiata di San Barnaba, commissionata dalla famiglia Colonna all'architetto Antonio Del Grande.
Il figlio Felice (1625-1677), anch'egli architetto, operò a Roma, succedendo al padre, nella chiesa dei Santi Domenico e Sisto e, su commissione dei Chigi, nel Palazzo Chigi e nell'adiacente fontana di piazza Colonna.

## Galleria d'immagini

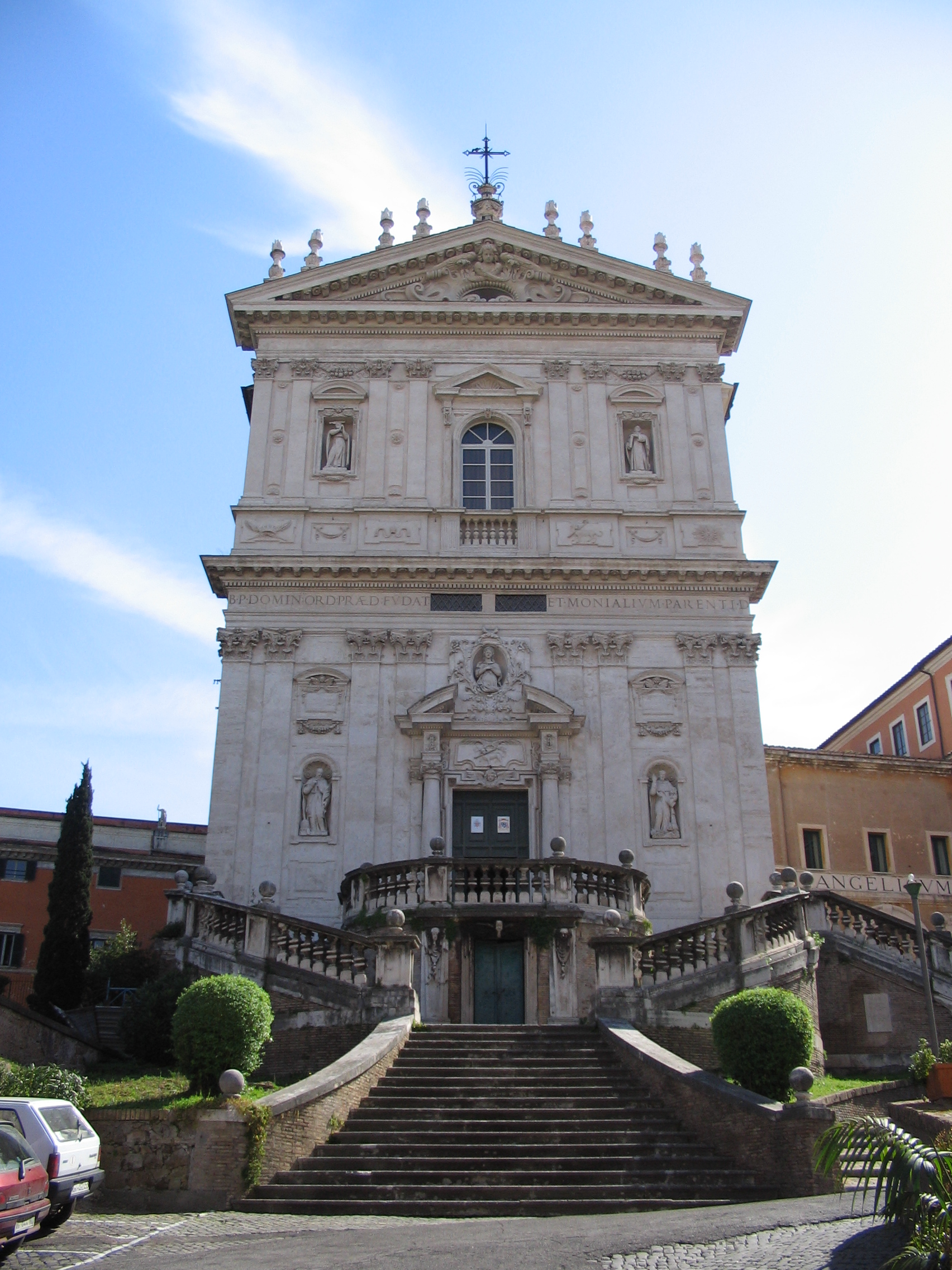
La chiesa dei Santi Domenico e Sisto a Roma
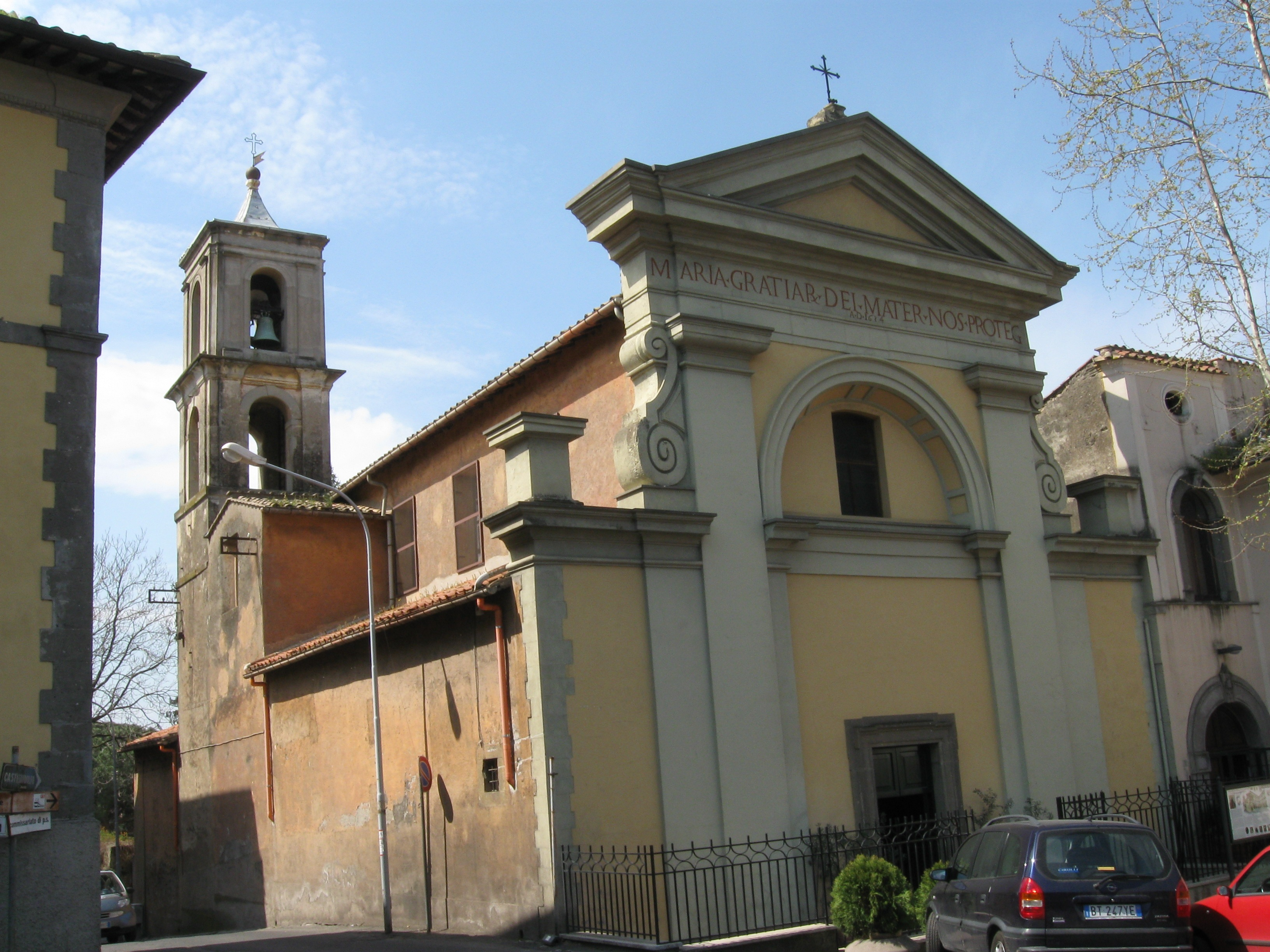
La chiesa di Santa Maria delle Grazie a Marino
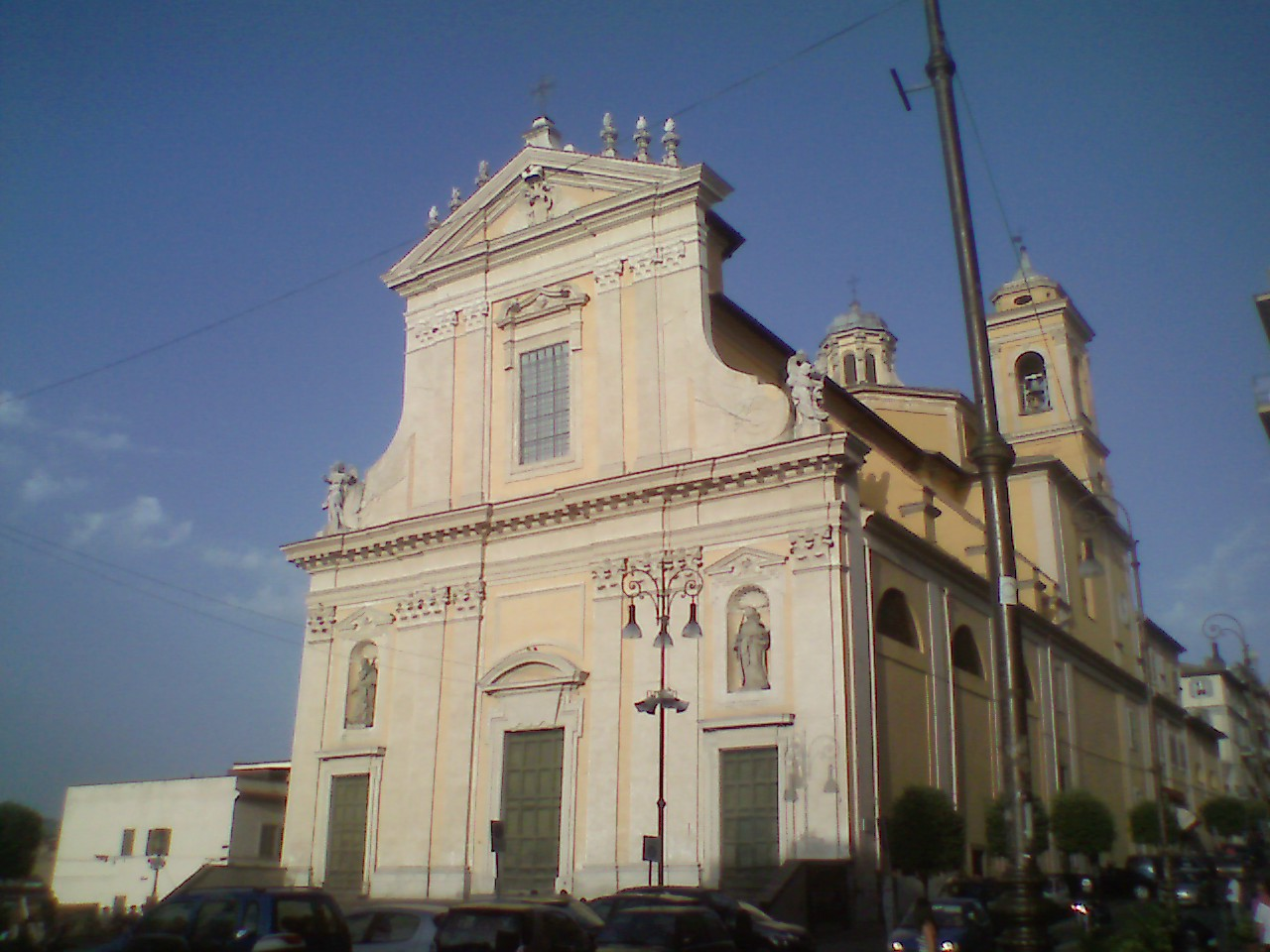
La basilica collegiata di San Barnaba a Marino
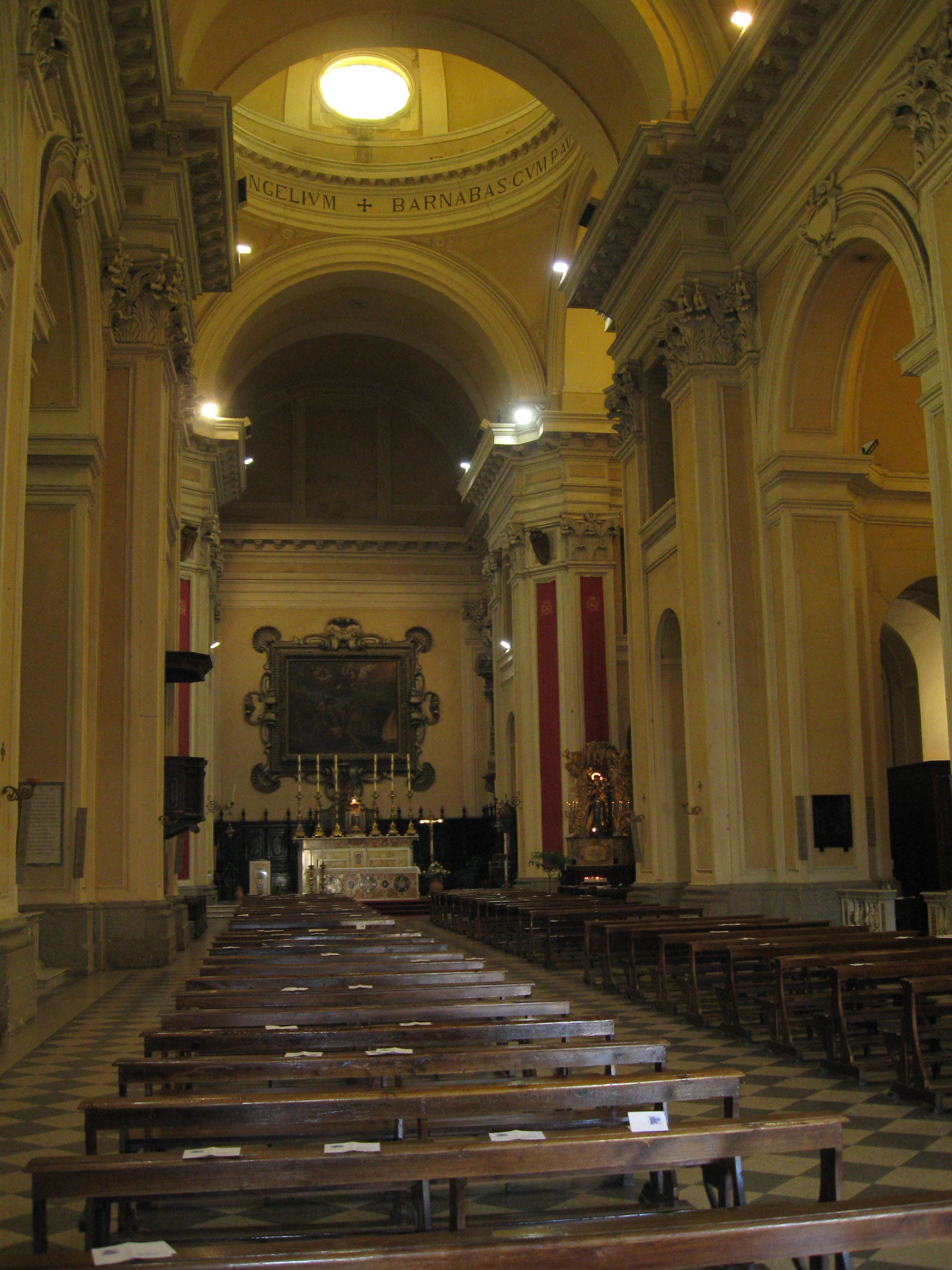
L'interno della basilica di San Barnaba